# Orde del Sant Sepulcre de Jerusalem
L'Orde del Sant Sepulcre de Jerusalem és un orde militar que té els seus orígens en Jofré de Bouillon, principal líder de la Primera Croada. Segons les opinions més autoritzades, tant de la Santa Seu com de Jerusalem, va començar com una confraternitat mixta clerical i laica de pelegrins que gradualment va créixer al voltant del lloc tradicionalment considerat la tomba de Jesús. La seva divisa és Deus lo vult (Déu ho vol).

## Història
Certs historiadors-antiquaris del segle xix, seguint les historiografies de l'orde del Sant Sepulcre, volien atribuir a l'orde un origen quasi mític mitjançant la relectura de les fonts sobre un orde creat a Terra Santa per Jofré de Bouillon el 1099.

### Els fundadors mítics

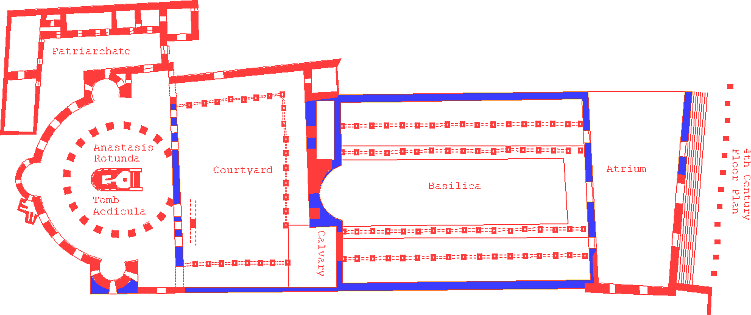
Planell del primer nivell de l'església del Sant Sepulcre de Jerusalem

De retorn de Terra Santa després de la pèrdua dels Estats llatins d'Orient, els primers historiadors de l'orde troben tres personatges gloriosos com a fundadors: l'apòstol Jaume, l'emperadriu Helena i l'emperador Carlemany; tots tres relacionats d'una manera o una altra amb el Sant Sepulcre.
Jaume el Major, que els evangelis anomenen "el germà del Senyor", esdevingué, després de la mort de Jesús, el responsable de la comunitat cristiana de Jerusalem, sent considerat el primer bisbe. Els canonges del Sant Sepulcre el tenen com a fundador i li atribueixen la designació d'una guàrdia de la Tomba de Jesús.
L'emperadriu Helena, mare de Constantí I el Gran, sojornà a Jerusalem al 326 abans de retirar-se a Bitínia. La tradició catòlica en fa la constructora de la basílica del Sant Sepulcre, en fent derruir un temple dedicat a Venus que l'emperador Hadrià havia fet construir allà. És en aquesta ocasió que Helena va fer una descoberta important per a la religió cristiana, amb la descoberta de la Veracreu. És per tant naturalment designada com a fundadora de l'orde pels cavallers al segle xvi. Sovint és representada vestint els hàbits de les canonges del Sant Sepulcre.
Carlemany envià dues ambaixades davant el califa de Bagdad, demanant un protectorat franc sobre la Terra Santa. «La geste du roi», una cançó de gesta, narra les seves aventures llegendàries a la Mediterrània i el seu pelegrinatge a Jerusalem. Per tant, també va ser natural fer-lo un fundador de l'orde.

### Creació per Jofré de Bouillon

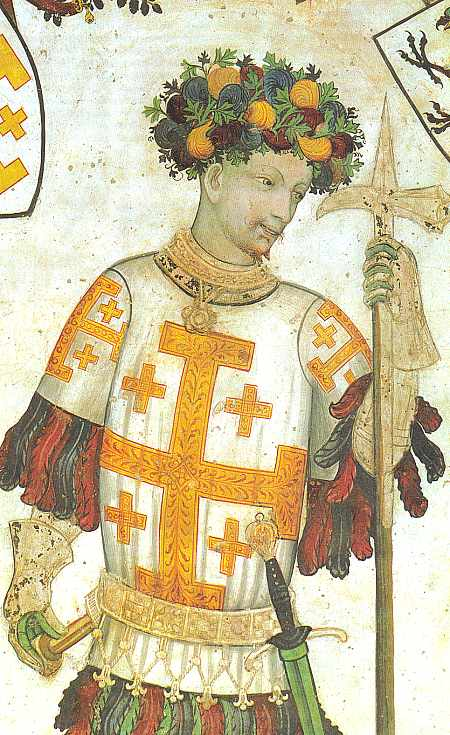
Jofré de Bouillon vestit d'herald, amb les armes del regne de Jerusalem

Després de la Primera Croada, el duc de la Baixa Lorena Jofré de Bouillon estava al capdavant per la presa de Jerusalem el 1099. El primer a pujar les muralles va ser Bernard de Saint-Valery, seguit de Letold i Gilbert de Tournai, després arribarien Jofré i el seu germà Eustache. Després de la presa de la ciutat, els croats li oferiren la corona de rei de Jerusalem, però ell ho rebutja afirmant que no podia portar una corona d'or on Jesucrist havia hagut de portar una corona d'espines Llavors acceptà el càrrec de Defensor del Sant Sepulcre, amb el títol de baró.
Va ésser com a Defensor del Sant Sepulcre que constituí, sobre el model d'un capítol de canonges que havia fundat a Anvers abans de la seva partida com a croat, un capítol del Sant Sepulcre per protegir la tomba de Crist i organitzar la vida espiritual assistint el Patriarca.
Al voltant d'aquest capítol agrupà en una fraternitat d'homes i dones devots que formaren com un tercer orde. Els croats, que restaven a Terra Santa, posaren espontàniament les seves armes al servei dels canonges per protegir i defensar el Sant Sepulcre i el capítol amb l'estatut de donat, és a dir, de laic donat a la religió.
El capítol estava format per vint canonges seculars que vivien en comunitat. En adoptar la regla de Sant Agustí el 1114, el capítol esdevingué un orde regular sota el nom del Sant Sepulcre amb el reconeixement del papa Pasqual II. Les milites sancti Sepulcri, les gents d'armes donades, tenien a partir d'aquell moment una doble dependència: una dependència religiosa envers els canonges i una dependència caritativa vers els hospitalaris que els entretenien.

### Desenvolupament de l'orde a Terra Santa
Després d'un primer temps, l'èxit dels croats francs permeté el desenvolupament de tots els ordes de Terra Santa com l'orde hospitalari de Sant Joan de Jerusalem creat pel germà Gerard vers el 1080 i oficialitzat per una butlla de Pasqual II el 1113, o l'orde militar del Temple creat per Hugues de Payns el 1120 a partir del concili de Nablus. Abans de crear els «pobres cavallers de Crist i del temple de Salomó», Hugues de Payns certament va fer partir els milites sancti Sepulcri des de 1115. Igual que aquests ordes, l'orde del Sant Sepulcre d'un costat, i les milites sancti Sepulcri de l'altre, es desenvoluparen en implantacions i nombre.
Confirmat com a orde religiós, l'orde del Sant Sepulcre de tot eixam a tots els Estats llatins d'Orient, s'instal·là a Jaffa, a Acre, al mont de les Oliveres, a Betlem i al mont Tabor, entre d'altres; els patriarques de Jerusalem, que servien com a canonges, es trobaren entre els majors latifundistes del regne de Jerusalem, amb més d'un quart de la ciutat santa a les seves mans. Com a propietaris, havien de proporcionar un contingent de gent d'armes a disposició del rei de Jerusalem. Va ser aquesta obligació militar, derivada de les obligacions feudals, que va fer pensar els historiadors durant molt de temps que l'orde del Sant Sepulcre era, de fet, un orde militar.
La notorietat de Jerusalem permet a l'orde estendre's a Occident per tots els països de la cristiandat. S'estableixen capítols del Sant Sepulcre a França, Alemanya, Polònia, Anglaterra, Catalunya, Castella i Flandes, units a la casa mare de Jerusalem, observant la regla de Sant Agustí i tots tenien la mateixa litúrgia. De la mateixa manera i pels mateixos motius, els joves pelegrins ingressaven a la confraternitat dels milites sancti Sepulcri, els canonges de la qual prodigaven els beneficis de la religió i a canvi ells aportaven a l'orde la força de les seves armes.
Amb la desfeta a la batalla de Hattin, el 4 de juliol de 1187, els francs van predre una gran part dels Estats Llatins de Jerusalem. L'orde es va refugiar a Sant Joan d'Acre. Va ser la negociació entre Ricard Cor de Lleó i Saladí al final de la Tercera Croada la que permeté que els pelegrins poguessin continuar accedint a Jerusalem i a l'orde de continuar la seva missió apostòlica. Els Papes van continuar afavorint l'orde, que seguí guanyant importància, Urbà IV li concedí l'excempció el 1262, de manera que li permetia quedar alliberada de tota jurisdicció i de respondre només davant la Santa Seu. Però la caiguda d'Acre el 18 de maig de 1291 obligà l'orde a retirar-se a Occident.

### El final de l'orde a Occident

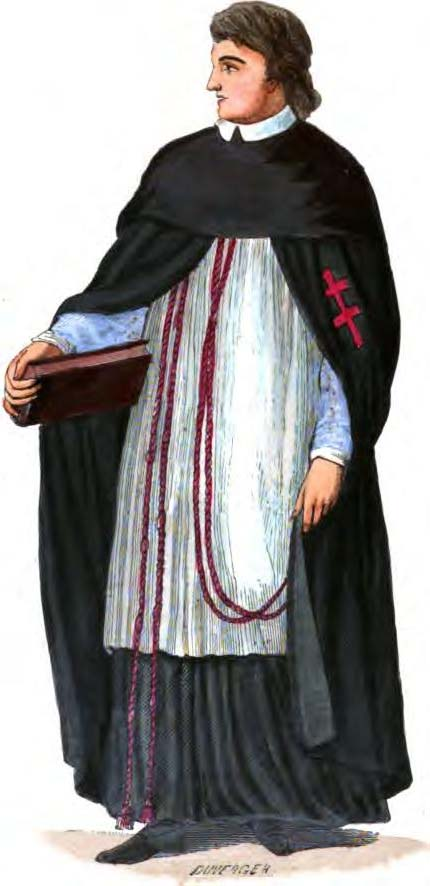
Canonge del Sant Sepulcre

Obligada a abandonar Terra Santa, l'orde del Sant Sepulcre es replegà principalment al priotat de Sant Lluc a Perusa o a diversos llocs d'Occident, com el d'Orleans, fundat per Lluís el Jove en tornar de la Segona Croada. El gran prior de Sant Lluc des de llavors prengué el títol de mestre de l'orde. A partir de llavors l'orde es va dedicar al rescat de captius cristians de mans musulmanes. A la península Ibèrica va obtenir protagonisme en intervenir en nombroses batalles de la Reconquesta contra els musulmans.
Però quan el 1330, quan Joan XXII oficialitzà la presència cristiana a Terra Santa, va ser als franciscans i no a l'orde del Sant Sepulcre a qui es confià la tasca. En efecte, des de Xipre els franciscans s'establiren a Jerusalem, on han estat presents des de llavors, instituint-se la Custòdia franciscana de Terra Santa.
El desenvolupament de la cavalleria a Europa al segle xiv és a l'origen d'un nou costum sobre la tomba de Crist a Jerusalem. Per protegir els pelegrins als llocs sants, la custòdia franciscana prengué la iniciativa "d'armar cavaller" els nobles pelegrins. Aquest costum donà origen a la creació de fraternitats més informals que no pas institucionals. En diversos períodes, hi ha hagut una voluntat de crear un orde militar del Sant Sepulcre, com ho intentà Felip II de Castella, però totes les iniciatives toparen amb l'oposició sistemàtica de l'orde de Sant Joan de Jerusalem.
De fet, per afavorir l'esperit de croada i la reconquesta del sepulcre de Crist, Innocenci VIII decidí reagrupar els ordes militars, i l'orde del Sant Sepulcre va ser suprimida per ser adjuntada a l'orde dels Hospitalers amb la devolució de tots els seus béns. Aquesta decisió va ser oficialitzada per la butlla del 28 de març de 1489, fent desaparèixer l'orde del Sant Sepulcre, encara que en alguns llocs com a Espanya va conservar la seva autonomia per a convertir-se en una entitat honorífica i dedicada a les obres de caritat, amb un règim especial dins de l'Església Catòlica.

### Reorganització de l'orde el 1847
El Papa Pius IX des de l'inici del seu pontificat va mostrar una gran preocupació per Palestina, en tant que l'Imperi Otomà començava a defallir. El Papa volia unificar les forces missioneres a l'Orient Mitjà, llavors dividides en diverses congregacions. El 23 de juliol de 1847, mitjançant el breu Nulla Celebrior, restablí el Patriarcat llatí de Jerusalem, nomenant com a Patriarca a Giuseppe Valerga. El breu reorganitzà l'orde del Sant Sepulcre i el nou Patriarcat esdevingué el gran prior renovat el 15 de gener de 1848.
Des del moment en què prengué el comandament de l'orde, Giuseppe Valerga la volia reorganitzar. Demanà la divisió dels cavallers en graus i classes, amb atributs propis no només per presentar-se com la resta d'ordes, sinó que també per poder recompensar aquells que s'havien distingit per mèrits particulars. Després d'anys d'insistència, Pius IX, mitjançant la carta apostòlica Cum multa sapienter del 24 de gener de 1868, instituí les tres classes demanades, Cavaller, Comandant i Gran Creu. El Patriarca inicià el 1867 una gira per les principals corts catòliques a Europa en vista d'obtenir el reconeixement jurídic de l'orde. Monsenyor Valerga, en eliminar la clàusula de noblesa requerida fins llavors per la noció de pertànyer a una elit, volia fer créixer el nombre de cavallers. En menys de 25 anys en creà 1.417.
La qüestió de l'admissió de les dones en el si de l'orde aparegué ben aviat. A la societat del segle xix, els estats no admetien dones dins els ordes de cavalleria o de mèrit més que a títol excepcional. Es fundà sobre un cartulari del Sant Sepulcre, publicat a París el 1849, que citava ja el nom de dames, el Patriarca va obtenir de Pius IX al 1871 l'autorització d'acceptar una dama anglesa a l'orde. Amb aquest precedent, el segon patriarca, Monsenyor Bracco, n'acceptà un centenar entre 1873 i 1889. El Papa Lleó XIII, mitjançant el breu Venerabilis frater del 3 d'agost de 1888, donà la seva aprovació a l'ingrés de dames a l'orde.

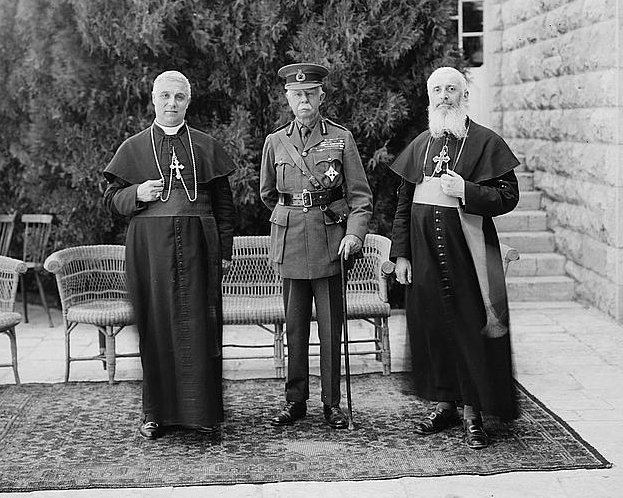
El Patriarca llatí de Jerusalem al 1926

Per consolidar la posició de l'orde a Terra Santa, el Papa Pius X es reservà per a sí i els seus successors el càrrec de Gran Mestre mitjançant la carta apostòlica Quam multa del 13 d'octubre de 1908, i acordà amb els cavallers un lloc a les capelles papals, tant que el patriarca era designat com a Rector i administrador perpetu de l'orde. Pius XI restituí al patriarca les seves prerrogatives mitjançant la carta apostòlica del 6 de gener de 1928 i confià a l'orde la tasca de la preservació de la fe a Palestina.
A causa d'una controvèrsia protocol·lària sorgida entre l'orde de Malta i la del Sant Sepulcre, l'orde passà a anomenar-se "Orde eqüestre del Sant Sepulcre de Jerusalem"; i la dignitat de Gran Mestre, restaurada per Pius X, va ser abolida i els bails representants del patriarca passarien a anomenar-se "tinents" amb el títol d'"excel·lència". Aquests nous estatuts presentats pel patriarca van ser aprovats per un decret de la Congregació de cerimonial del 5 d'agost de 1931.
El juliol del 1940, Pius XII instituí un cardenal protector de l'orde. El seu paper continuà tot i que la Segona Guerra Mundial aturà l'acció del patriarca llatí de Jerusalem. El Gran Mestrat va ser restaurat el 14 de setembre de 1949 mitjançant el breu Quam Romani Pontifices en benefici del cardenal protector. Els nous estatuts van ser promulgats, en els termes segons el qual l'orde, sota la protecció de la Santa Seu, disposaria de personalitat jurídica i seria tornada a un cardenal gran mestre nomenat pel papa. La visibilitat de l'orde a Roma es manifestà mitjançant l'establiment de la seva seu eclesial a l'església de Sant Onofre, concedint el motu proprio el 15 d'agost de 1945 i per la cessió del palau della Rivere, proper al Vaticà, que esdevingué la seu del Gran Mestrat, definitivament establert a Roma. Jerusalem ja quedaria com a seu històrica.
La darrera modificació estatutària va ser aprovada pel Papa Pau VI al 1977.
El codi de Dret Canònic considera l'orde com una associació pública de fidels.

## L'orde a Catalunya i la Corona d'Aragó
El 1126 el comte Ramon Berenguer III de Barcelona i el bisbe de Vic van cedir al patriarca de Jerusalem, Beremund, i a Giraud, prior del Sant Sepulcre, l'església dels Prats de Rei i les seves sufragànies de la Manresana i Sant Ermengol. El 1134, la mort d'Alfons I d'Aragó constituí l'orde com un dels hereus del regne, i per obtenir-ne la renúncia (1140) hom els donà importants privilegis. El prior Giraud rebé de Ramon Berenguer IV de Barcelona viles a Aragó i la facultat d'erigir un convent del seu orde a Calataiud (1149), seu principal de l'orde a Aragó, a més de petits priorats, entre els quals un de canongesses regulars a Saragossa (Monasterio de Canonesas del Santo Sepulcro), fundat el 1276 per Marquesa de Navarra, senyora d'Híxar. A Catalunya l'orde tenia la seu a l'església de Santa Anna de Barcelona, que els fou cedida el 1141 i on funcionava una comunitat canònica cap al 1150. En depenien els priorats del Sant Sepulcre d'Olèrdola, del Sepulcre de Peralada, de Marcèvol (Conflent) i Sant Miquel de la Comanda (1261) a Els Prats de Rei.
Amb la secularització del 1595, s'extingiren els priorats catalans i l'antiga canònica de Calataiud, convertida en col·legiata, centrà les activitats de l'orde, que continuà amb caire purament distintiu i nobiliari. Avui, l'Orde està present a Catalunya a través d'una Lloctinència, establerta pel Gran Mestre, que té com a Lloctinent el comte de Lavern i com a Gran Prior, el cardenal-arquebisbe de Barcelona. El seu àmbit territorial és el de l'antiga Corona d'Aragó, més l'antic Regne de Navarra. Té la seu a la Parròquia Major de Santa Anna de Barcelona, on gràcies a les gestions del sacerdot i acadèmic lleidatà Mn. Jordi Farré el 17 de març de 1991 es va reposar la relíquia del Sant Sepulcre que va desaparèixer durant la Guerra Civil i es van restaurar les indulgències espirituals tradicionalment establertes per la Santa Seu (el conegut 'Jubileu dels Perdons'), coincidint amb el 850à aniversari de l'Orde a la Corona d'Aragó.
També es creà el 1906 el capítol del Regne de València a l'església col·legiata de Sant Bartomeu Apòstol i Sant Miquel, edificada sobre restes de la basílica del Sant Sepulcre de València, que subsistí fins al 1936.

## Objectius de l'orde
Els objectius de l'orde del Sant Sepulcre estan definits a l'article II dels seus estatuts:
- Augmentar entre els seus membres laics de la pràctica de la vida cristiana, en la fidelitat absoluta al Summe Pontífex, observant base dels principis de la caritat, per als que l'ordre és una eina fonamental per ajudar a la Terra Santa
- Sostenir i ajudar, notablement mitjançant un ajut material, les obres i institucions d'adoració, culturals, caritatives i socials de l'Església Catòlica a Terra Santa, particularment aquelles situades dins la jurisdicció del Patriarcat Llatí de Jerusalem (diòcesi que ocupa Israel, Jordània, Cisjordània, Gaza i Xipre); sostenint 52 parròquies amb 80 preveres, 206 establiments escolars amb 45.000 alumnes, diferents establiments mèdics i socials, a més d'organitzacions caritatives catòliques, i el Gran Seminari de Beit Jala.
- Encoratjar la conservació i la propagació de la fe en aquelles regions, i interessar els catòlics estesos per tot el món, units en la caritat pel símbol de l'orde, així com a tots els cristians.

## Organització
L'orde del Sant Sepulcre és una "persona jurídica de dret canònic", segons el dret de l'Església catòlica, compost essencialment de membres laics i eclesiàstics. Les Constitucions de l'orde eqüestre del Sant Sepulcre, que actualment regeixen l'orde, van ser aprovades el 8 de juliol de 1977 pel Papa Pau VI.

### Govern de l'orde

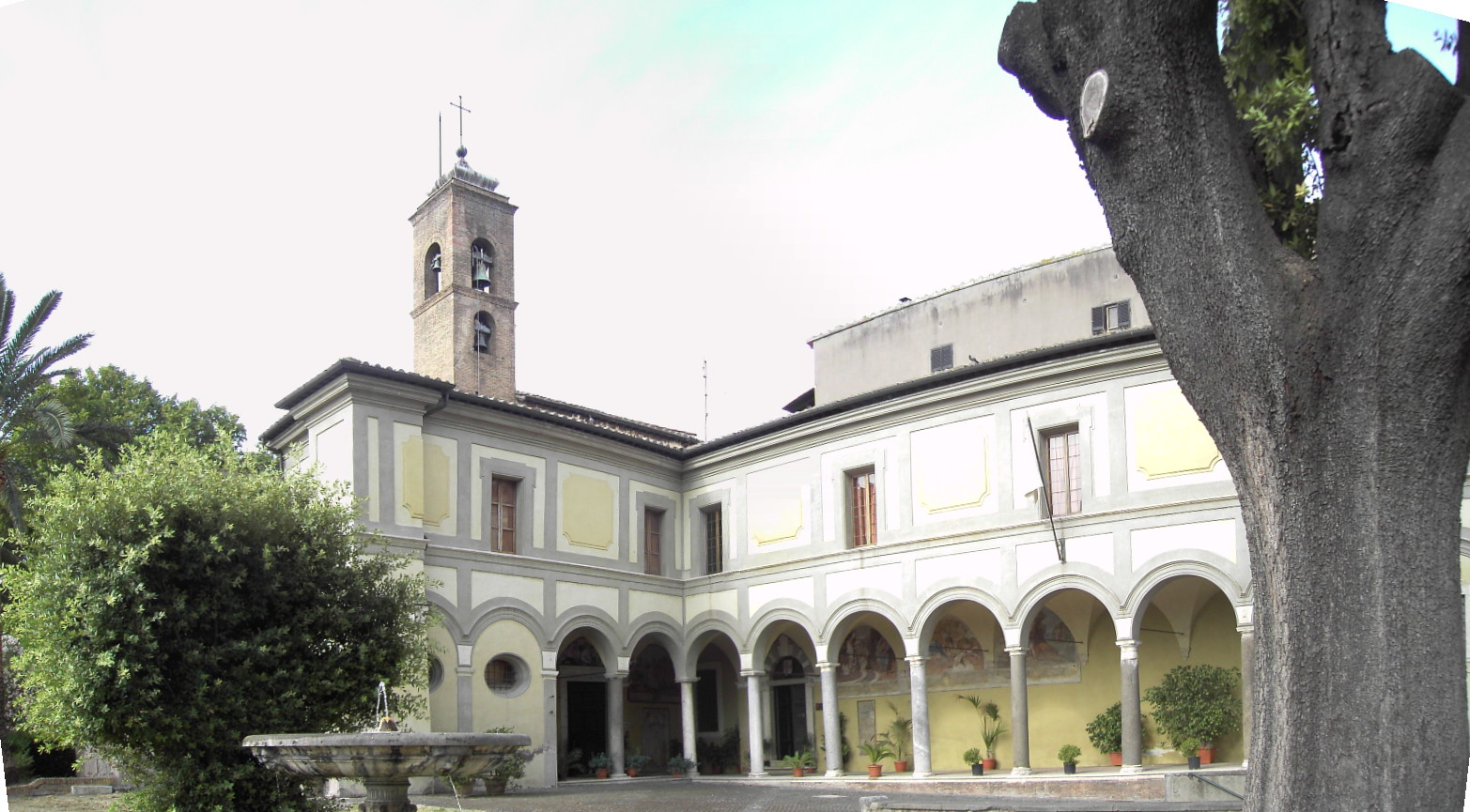
Sant Onofre al Janícul, seu de l'orde

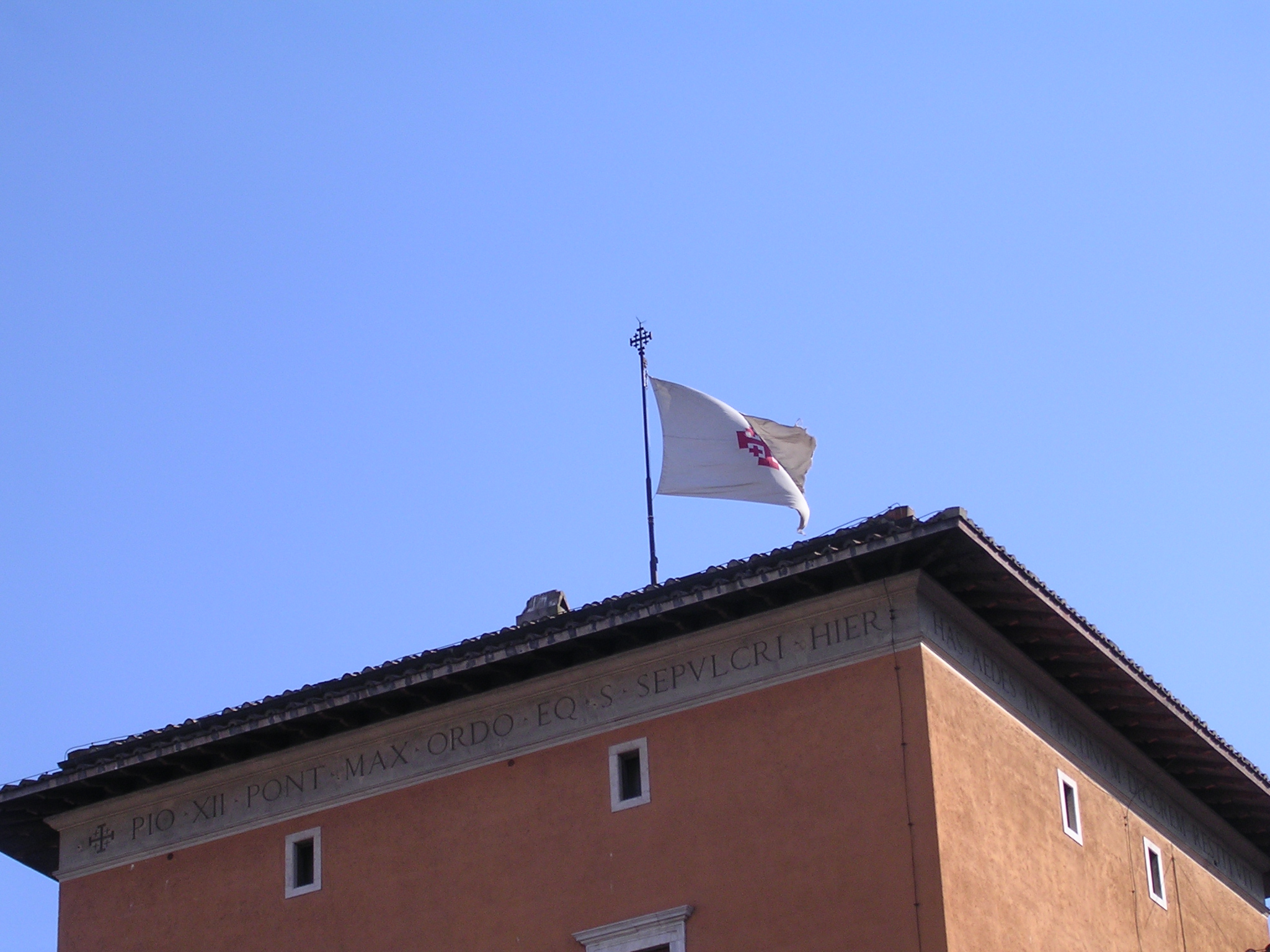
El pavelló de l'orde al Palazo Della Rovere, seu administrativa

En tenir la condició de dret pontifici, està col·locada sota la protecció de la Santa Seu i governada per un Cardenal Gran Mestre.
El Gran Mestre dona les seves directives i dirigeix l'orde des de la seu del Palazzo Della Rovere de Roma. Proporciona els informes de la institució amb la Santa Seu i les altes autoritats eclesiàstiques i civils internacionals. A nivell nacional, generalment delega les seves funcions als tinents o als delegats magistrats sobre el territori de la seva competència.
El gran magisteri de l'orde assisteix el gran mestre en l'organització i coordinació de les seves activitats arreu del món i més particularment a Terra Santa, així com la gestió i l'administració de l'orde. Està composta per:
- el tinent general, escollit entre els membres laics de l'orde, representa el gran mestre;
- el governador general, igualment escollit entre els membres laics, supervisa les activitats del gran magisteri, la Consulta i les comissions, estudia les necessitats de les obres a Terra Santa i de les tinències i organitza l'administració;
- el canceller, secretari del gran magisteri de la consulta, supervisa les nominacions i les promocions a l'orde, així com de la renovació dels càrrecs de les tinències;
- el cerimonier, escollit entre els membres eclesiàstics, organitza les cerimònies religioses i tracta amb qüestions relatives a la vida espiritual de l'orde;
- una dotzena de membres de l'orde, escollits i nomenats pel gran mestre, dos terceres parts dels quals són laics.

Es reuneixen dues assemblees per a assistir el gran mestre:
- el Consell del Gran Magisteri, que és l'orgue executiu del gran magisteri. Està format pel governador general, el canceller i els membres eventuals del gran magisteri
- la Consulta, convocada i presidida pel Gran Mestre, qui determina l'orde del dia, reunit el Patriarca Gran Prior, l'assessor, els tinents i delegats magistrats, un representant de la Secretaria d'Estats i un representant de la Congregació per a les Esglésies Orientals.

L'assessor és un prelat, nomenat pel Cardenal Gran Mestre amb l'aprovació del Papa. Pot estar present en les reunions del gran magisteri, sense dret de vot. Quan el càrrec de gran mestre està vacant, representa l'orde i la dirigeix en col·laboració amb els organismes estatutaris previstos. És rellevat de les seves funcions en ser nomenat un nou gran mestre que pot, però, confirmar-lo al càrrec.

#### Gran Magisteri actual
La composició del Gran Magisteri és:
- Gran Mestre : Cardenal Edwin O’Brien (des del 15 de març de 2012, pro-gran-mestre entre el 29 d'agost de 2011 i el 15 de març de 2012).
- Gran Mestre emèrit : Cardenal Carlo Furno
- Gran prior : Patriarca Fouad Twal
- Assessor : Monsenyor Antonio Franco
- Assessor honorífic : cardenal Andrea Cordero Lanza di Montezemolo, Monsenyor Giuseppe De Andrea

### Les tinències
L'orde està organitzat en tinències, nacionals o regionals. Una o diverses tinències existeixen a tots els països on l'orde posseeix una organització estructurada. Actualment en compta amb 62, repartides en 32 països.
Les tinències asseguren l'execució de les directives del gran mestre dins dels límits de la seva competència territorial. Informen anualment al gran mestre de totes les activitats portades a terme localment. Cada tinència és responsable de la seva administració i de la seva gestió financera.
La tinència està dirigida per un «tinent», designat pel gran mestre. És assistit d'un Gran prior, membre de l'orde nomenat pel gran mestre i escollit entre els bisbes, i és qui dirigeix les activitats religioses de la tinència.
Com el gran mestre, el tinent està assistir d'un Consell, generalment format per:
- un canceller
- un secretari
- un tresorer
- un cerimonier eclesiàstic
- un cerimonier laic
- diversos consellers

A fi de descentralitzar la seva acció, la tinència pot instituir seccions dirigides per un president i les seves delegacions locals dirigides per un delegat, tots ells laics, però assistits per un prior eclesiàstic.
| Europa | Europa | Amèrica | Amèrica | Altres continents |
| --- | --- | --- | --- | --- |
| Alemanya : · Tinent : · Heinrich Dickmann · Gran prior : · Monsenyor Reinhard Marx Anglaterra i Gal·les : · Tinent : · Michael F. Whelan · Gran prior : · Monsenyor Kevin Mc Donald, Arquebisbe de Southwark Àustria : · Tinent : · Edwin Gräulp · Gran prior : · Dom Maximilian Fürnsinn Bèlgica : · Tinent : · François t'Kint de Roodenbeke · Gran prior : · Monsenyor Paul Lanneau Escòcia : · Tinent : · Franck Lunny · Gran prior : · Cardenal Patrick O'Brien, arquebisbe de Saint Andrew i Edinburgh Espanya occidental : · Tinent : · José Ramón Pardo de Santayana · Gran prior : · Monsenyor José M. Estepa Llaurens Espanya oriental : · Tinent : · Juan Carlos de Balle y Comas · Gran prior : · Cardenal Lluís Martínez Sistach Finlàndia : · Tinent : · Lauri Juhani Gorski · Gran prior : · Monsenyor Józef Wrobel, arquebisbe de Hèlsinki França : · Tinent : · Pierre Murret-Labarthe · Gran prior : · Monsenyor Roland Minnerath, arquebisbe de Dijon Gibraltar : · Régent ad interim et Gran prior : · Monsenyor Charles Caruana Luxemburg : · Tinent : · Jules L. Molitor · Gran prior : · Monsenyor Fernand Franck, arquebisbe de Luxembourg Hongria : · Tinent : · László Tringer · Gran prior : Cardenal László Paskai Irlanda : · Tinent : · Nicolas Mc Kenna · Gran prior : · Cardenal Sean Brany, arquebisbe d'Armagh i Primat d'Irlanda | Itàlia central i Sardenya : · Tinent : Alberto Consoli palermo · Gran prior : · Monsenyor Giovanni De Andrea Itàlia meridional adriàtica : · Tinent : · Francesco Zippitelli · Gran prior : · Monsenyor Francesco Cacucci Itàlia meridional tirrena : · Tinent : · Gaetano dal Negro · Gran prior : · Monsenyor Beniamino Depalma Itàlia septentrional : · Tinent : · Silverio Vecchio · Gran prior : · Monsenyor Giovanni Giudici Itàlia Sicília : · Tinent : · Lorenzo Lo Monaco · Gran prior : · Monsenyor Paolo Romeo Malàisia : · Tinent : · Victor Licari · Gran prior : · Monsenyor Emanuele Gerada Mònaco : · Tinent : · Jean-Claude Michel · Gran prior : · Monsenyor Bernard Barsi Noruega : · Deleguat magisral : · N. · Gran prior : · Arne Marco Kiserbom, vicari general d'Oslo Països Baixos : · Tinent : · Godfried Prickaerts · Gran prior : · Monsenyor Antonius Hurkmans, bisbe de d'Hertogenbosch Polònia : · Tinent : · Jerzy Wojtcsak · Gran prior : · Cardenal Józef Glemp Portugal : · Tinent : · Conde Rezende · Gran prior : · Cardenal Manuel José Macário do Nascimento Clemente Eslovènia : · Tinent : · Janez Zajek · Gran prior : · Monsenyor Anton Jamnik Suècia : · Tinent : · Carl Falck · Gran prior : · Monsenyor Anders Arborelius, arquebisbe d'Estocolm Suïssa : · Tinent : · Giorgio Moroni Stampa · Gran prior : · Monsenyor Pier Giacomo Grampa | Argentina : · Regent ad interim i Gran prior : · Monsenyor Héctor Aguer, arquebisbe de La Plata Brasil : · Tinent : · Gustavo Affonso Capanema · Gran prior : · Monsenyor Filippo santoro, bisbe de Petropolis Canadà - Atlàntic : · Tinent : Gerald R. Guest · Gran prior : Cardenal Aloysius Ambrozic Canadà - Montréal : · Tinent : Gerardo P. d'Argenio · Gran prior : Monsenyor Jude Saint-Antoine, bisbe auxiliar de Montréal Canadà - Québec : · Tinent : · Joseph-Édouard Richard · Gran prior : · Cardenal Marc Ouellet, arquebisbe émérite de Québec Canadà - Toronto : · Tinent : Clare Beingessner · Gran prior : Monsenyor Thomas Collins Canadà - Vancouver : · Tinent : Declan Lawlor · Gran prior : Monsenyor Raymond Roussin, arquebisbe de Vancouver Colòmbia : · Tinent : · Manuel de Uribina Gaviria · Gran prior : · Monsenyor Arturo Franco Arango Estats Units - Centre atlàntic : · Tinent : · John Piunno · Gran prior : · Cardenal William Keeler, arquebisbe de Baltimore Estats Units - Centre-Nord : · Tinent : · John W. Rapp Jr · Gran prior : · Cardenal Francis George, arquebisbe de Chicago Estats Units - Est : · Tinent : · Raymond Teatum · Gran prior : · Cardenal Edward Egan, arquebisbe de Nova York Estats Units - Nord-Est : · Tinent : · John W. Spillane · Gran prior : · Cardenal Sean O'Malley, arquebisbe de Boston Estats Units - Nord-Oest : · Tinent : · John Hugh Mc Guckin · Gran prior : · Monsenyor George Niederauer, arquebisbe de San Francisco Estats Units - Nord : · Tinent : · George T. Zirnhelt · Gran prior : · Monsenyor Raymond L. Burke, arquebisbe de Saint-Louis | Estats Units - Oest : · Tinent : · Patrick D. Powers · Gran prior : · Cardenal Roger Mahony, arquebisbe de Los Angeles Estats Units - Sud-Est : · Tinent : · Anthony J. Capritto · Gran prior : · Monsenyor Alfred C. Hughes, arquebisbe de Nova Orleans Estats Units - Sud-Oest : · Tinent : · Denis Malloy · Gran prior : · Cardenal Daniel DiNardo, arquebisbe de Galveston-Houston Mèxic : · Tinent : · José maria Carracedo Bolinaga · Gran prior : · Cardenal Ernesto Corripio Ahumada, arquebisbe emèrit de Mèxic Puerto Rico : · Tinent : · Enrique Vasquez · Gran prior : · Félix Lazaro, bisbe de Ponce | Austràlia - Nova Gal·les del Sud : · Tinent : · Glen John Coorey · Gran prior : · Cardenal George Pell Austràlia - Oest : · Tinent : · Robert Peters · Gran prior : · Monsenyor Barry J. Hickey Austràlia - Queensland : · Tinent : · Paul Bartley · Gran prior : · Monsenyor Paul Bathersby, arquebisbe de Brisbane Austràlia - Sud : · Tinent : · Anthony Nemer · Gran prior : · Monsenyor Philip Wilson, arquebisbe d'Adelaida Austràlia - Victoria : · Tinent : · Timothy P. Mc Farlane · Gran prior : · Monsenyor Denis hart, arquebisbe de Melbourne Filipines : · Tinent : · Francisco A. Alba · Gran prior : · Cardenal Gaudencio Rosales, arquebisbe de Manila Rep. de la Xina : · Tinent : · John Anales Lee · Gran prior : · Monsenyor Joseph Ti-Kang, arquebisbe emèrit de Taipei |
| font : Pàgina oficial de l'orde | | | | |

## Gran mestres de l'orde eqüestre del Sant Sepulcre de Jerusalem (des de 1848 i fins avui)

Escut del cardenal Gran Mestre de l'orde eqüestre del Sant Sepulcre de Jerusalem

### 1848-1907: Patriarca llatí de Jerusalem
- Giuseppe Valerga (1848-1872)
- Vincenzo Bracco (1873-1889)
- Ludovico Piavi (1889-1905)
- Filippo Camassei (1906-1907, successivament lloctinent de l'orde, mort el 1919)

### 1907-1928: Summe Pontífex
- Pius X (1907 - 1914 elegit el 1903)
- Benet XV (1914 - 1922)
- Pius XI (1922 - 1928 mort el 1939)

### 1928-1947: Patriarca llatí de Jerusalem
- Luigi Barlassina (des del 1920 lloctinent de l'orde)

### Des del 21 de novembre de 1949: cardenal delegat del romà pontífex
- Nicola Canali (1949-1961)
- Eugène Tisserant (1961-1973)
- Maximilien de Fürstenberg (1973-1987)
- Giuseppe Caprio (1987-1995)
- Carlo Furno (1995-2007)
- John Patrick Foley (2007-2011)
- Edwin Frederick O'Brien (des del 2011)

## L'hàbit de l'ordre
El seu primer hàbit era blanc, però després de perdre tots els seus establiments a Orient, van prendre, en senyal de dol, l'hàbit negre que han conservat. Els canonges porten una creu brodada sobre l'habit: és la creu patriarcal llatina amb travesses dobles en escarlata.

## Rangs
A partir del breu apostòlic del Papa Pius IX que reformà els estatuts, l'orde està dividit en 3 classes:
- la Primera classe és una classe excepcional que agrupa els cavallers de collar, eclesiàstics i laics, representats a aquesta classe en dos grups distints. En record dels dotze apòstols, el seu nombre està limitat a dotze, dels quals el cardenal gran mestre, titular de dret, és també el Patriarca Llatí de Jerusalem.
- la Segona classe engloba tots els altres cavallers que, en ordre decreixent, són:
  - cavaller gran creu
  - gran oficial
  - comandant
  - cavaller
  - escuder
- la Tercera classe està formada per les dames de l'orde:
  - dama gran creu
  - dama comandant amb placa
  - dama comandant
  - dama
  - donzella

Per un general, les admissions a l'orde tenen lloc en el grau inicial de cavaller o dama.
|           |                    |                                 |                    |                     |
| Heràldica |                    |                                 |                    |                     |
| Cavaller  | Cavaller Comandant | Cavaller Comandant amb Estrella | Cavaller Gran Creu | Cavaller del Collar |
| Galons    |                    |                                 |                    |                     |
| Cavaller  | Cavaller Comandant | Cavaller Comandant amb Estrella | Cavaller Gran Creu | Cavaller del Collar |

| Distinions especials |                                |                               |                            |
| Galons               |                                |                               |                            |
| Petxina de pelegrí   | Palma de Jerusalem (en bronze) | Palma de Jerusalem (en plata) | Palma de Jerusalem (en or) |

| Distincions al Mèrit                         |                                                                    |                                                                |
| Galons                                       |                                                                    |                                                                |
| Creu al Mèrit del Sant Sepulcre de Jerusalem | Creu al Mèrit del Sant Sepulcre de Jerusalem amb Estrella de Plata | Creu al Mèrit del Sant Sepulcre de Jerusalem amb Estrella d'Or |

## Heràldica

### Armes i Segell de l'orde

Armes de l'orde

Armes del Regne de Jerusalem

D'antiga tradició, l'orde porta les armes atribuïdes al Regne llatí de Jerusalem, que són plata amb la creu de Jerusalem en or, però amb l'esmalt en gules, el color de la sang.
Porten, com a cimera, un casc d'or coronat per un globus d'or, coronat per la corona d'espines de Crist, flanquejat per dues banderes en plata amb la creu en gules. Com a tenants, dos àngels amb dalmàtica de gules ornada amb una petxina; amb el de la dreta portant una bandera i el de l'esquerra un bàcul.
La divisa és «Deus lo vult», en llatí, "Déu ho vol".
El segell del'orde, en forma d'ametlla, està envoltat d'or amb la corona d'espines de Crist i representada, resposant sobre la plata o impresa sobre la cera, la figura de Crist sortint del sepulcre.

### La Creu de Jerusalem
L'article 4 dels estatuts de l'orde estipulen:
| « | ...en honor de la passió de Crist, per respecte vers el Sobirà Pontífex i per obediència vers el Vicari de Crist i els bisbes, hem adoptat les santes creus en honor de les cinc nafres de Nostre Senyor Jesucrist i per distingir-nos dels infidels. A més, hem decidit fundar l'orde del Sant Sepulcre de la nostra ciutat de Jerusalem, en honor de la Resurrecció i hem volgut de les creus vermelles esmentades, en honor de les nafres causades a Crist, siguin portades pels cavallers de dit Orde. | » |

La creu de Jerusalem, o creu del Sant Sepulcre, està formada d'una creu de braços iguals, amb quatre petites creus iguals als costats, anomenades creuetes. Aquestes cinc creus recorden les cinc ferides infligides a Crist a la creu del Gòlgota. Per aquest motiu també se l'anomena "creu quintuple".
L'esmalt en gules de la creu de Jerusalem portat pels cavallers simbolitza la sang vessada per Crist. A l'escut heràldic del regne llatí de Jerusalem, de Palestina i del regne de Xipre, la creu és d'or, simbolitzant l'immens valor de la Passió de Crist.

### Privilegis heràldics de l'orde
| Jerarquia           | Ofici                                                                   | Ornaments exteriors |
|                     | Eclesiàstics                                                            | Els eclesiàstics separen les seves armes de les de l'orde |
|                     | Patriarca Gran Prior i Taxador de l'orde                                | El Patriarca Gran Prior i el Taxador de l'orde porten les armes de l'orde a la peça superior en faixa.                                                                               |
|                     | Cavallers de collar, tinents, membres del gran magisteri i grans priors | Els Cavallers de collar, tinents, membres del gran magisteri i grans priors porten les armes a dextre.                                                                               |
|                     | Laics                                                                   | Els laics porten el seu escut sobre la creu de Jerusalem. Es tracta d'un privilegi no transmitible.                                                                                  |
| Jerarquia de l'orde |                                                                         | |
|                     | Cardenal gran mestre                                                    | Le cardenal gran mestre aquartela les seves armes amb les de l'orde. El timbre és el capell cardenalici. Tot ell està sobre un mantell coronat per la corona d'espines com a cimera. |
|                     | Patriarca gran-prior                                                    | El patriarca gran prior de l'orde posa al capdavant de les seves armes els de l'ordre. El timbre és el de bisbe, en sinople.                                                         |
|                     | Assessor                                                                | L'assessor posa les seves armes a un costat, amb les de l'orde a l'altre. |
|                     | Cavallers de collar                                                     | Els Cavallers de collar, tinents, membres del gran magisteri i grans priors porten les armes a dextre.                                                                               |
|                     | Cavallers gran-creu                                                     | Els cavallers gran creu envolten l'escut de la cinta per la qual penja la creu. |
|                     | Grans oficials                                                          | Els grans oficials llueixen la insígnia de l'orde que penja d'una cinta negra que surt dels costats.                                                                                 |
|                     | Comandants                                                              | Els comandants llueixen la insígnia penjant d'una cinta negra que penja de la punta inferior de l'escut.                                                                             |
|                     | Cavallers i dames                                                       | Els cavallers i dames pengen la creu de l'orde a la punta de l'escut mitjançant un nus negre.                                                                                        |

## Protocol

### Uniforme

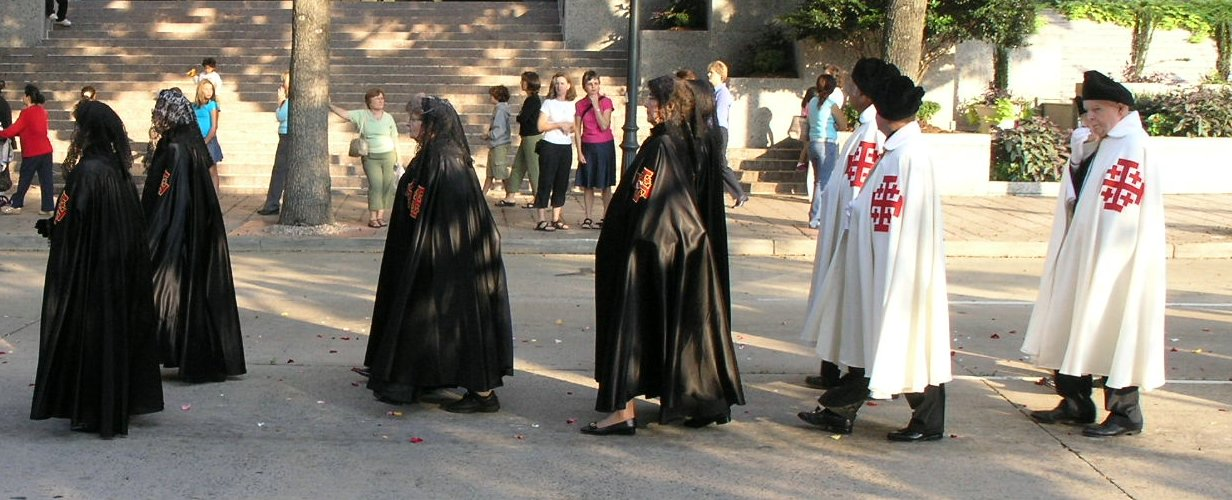
Dames i cavallers de l'orde del Sant Sepulcre

L'uniforme dels cavallers es compon de capa i un tipus d'uniforme militar.
Hi ha dos tipus d'uniformes:
- L'uniforme "Gran cerimònia": (el més antic) es compon de pantalons de drap blanc[17] i una capa, també de tela blanca amb coll, punys i pit negre de vellut adornat amb fulles de llorer brodat en or, sempre més o menys, depenent del grau. A la part frontal, brodat de seda vermella, si el cavaller és enviat del Papa, la Creu del Sant Sepulcre. Brodada amb xarreteres d'or, amb serrells, es porten d'una de tres Creu del Sant Sepulcre, en funció de l'acabat.
L'uniforme es completa amb un cinturó de cuir negre amb una espasa i esperons fitxats les botes polides. El capell és un barret de tres pics negre adornat amb plomes blanques i adornat amb un cercle vermell i blanc.
- L'uniforme "Petita cerimònia": es compon d'uns pantalons de tela de color vermell amb galons d'or i una jaqueta de drap blanc ivori. Els punys (punys i el coll) són de vellut vermell acompanyat d'un nombre més o menys gran de galons daurats, depenent del grau. Un cinturó de cuir cobert de galons d'or amb peixos de bec, una espasa de llustroses botes i esperons completar el paquet. El capell segueix sent el barret.
Hi ha dos models d'espasa, amb base en els dos patrons uniformes.

La capa, tipus "mantell de cavalleria" és en drap blanc ivori, folrada de ras blanc, amb coll de vellut blanc. A la banda esquerra, davant l'abric i una mica per sota de l'espatlla davant de la creu de Jerusalem en el drap vermell. Tancat per davant amb dos brandebourgs blanc, cau fins a uns 30 centímetres del sòl.
Els mossos porten abric de drap negre folrat de ras negre, amb una vora vermella prim coll de vellut negre. A la banda esquerra de la capa dels pilots de davant i una mica per sota de l'espatlla també apareix la creu de Jerusalem en el drap vermell. Tancat per dos granotes negres, cau fins a uns 30 centímetres del sòl.
Les dames de l'ordre tenen un mantell de drap negre folrat de ras blanc amb coll de vellut negre. La creu de Jerusalem, la mateixa mida que la dels cavallers, es colpeja amb l'or.
Els clergues porten una musseta de llana blanca decorada amb una creu de l'ordre, per damunt del roquet.
La toca. Té la forma d'un bonet recolzada verticalment a la dreta per una banda de vellut negre, criat i modelada, que va al voltant de la tapa i es degradarà a l'esquerra. A la part més alta s'apliquen les distincions de grau.

### Insígnies

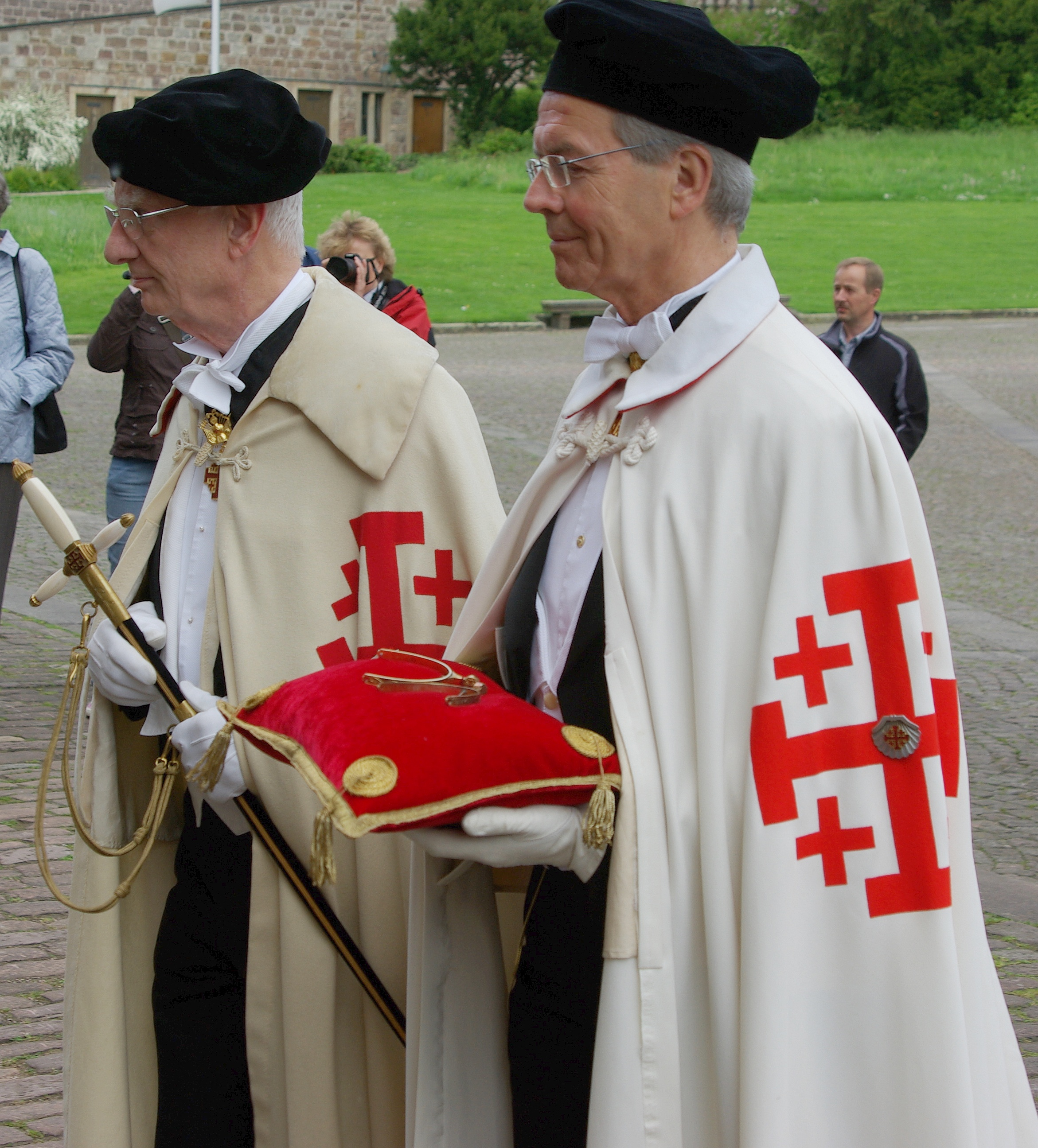
L'espasa i l'esperó d'or

Fins al 1868, totes les insígnies eren portades en aspa. Amb la reforma de les classes de l'ordre decidida pel Papa Pius IX, la insígnia, que segueix sent la creu de Jerusalem per a tots els graus, es convertí en mides diferents i es porta al voltant del coll o una banda. També apareixen les plaques de pit dels grans oficials i grans creus.
La naturalesa i la forma d'insígnies va ser especificada pel Papa Pius X el 3 de maig de 1907, i confirmada per Papa Pius XI el 6 de gener de 1928.
El tipus actual està constituïda per una creu de Jerusalem d'or, esmaltada en vermell, coronada per una palma d'or. S'insereix en un trofeu d'or que constituït en una cuirassa coronat amb un plomall del casc inclinada lleugerament a la dreta, amb una destral a dextra i una maça a sinistre, tot el grups sobre dues alabardes i tres banderes entrellaçades.
La cinta de la qual penja la condecoració és totalment moaré negre.

### Cerimònies
Les cerimònies comencen amb la paraula del tinent, després hi ha una processó d'entrada i un cerimonial d'investidura. A més de la missa, el celebrant pronuncia el Veni Creator després de la pregària universal. Abans de la sortida es canta el Te Deum

## L'orde del mèrit del Sant Sepulcre
L'Orde de Mèrit del Sant Sepulcre va ser instituït el 1949 pel Papa Pius XII per recompensar fets puntuals o d'homenatge a les persones que hagin prestat serveis a l'ordre sense ser membres.
Des de 1985, el Gran Mestre ha reduït l'organització de l'ordre de mèrit en tres classes: or, plata i bronze.
La insígnia té la forma d'una creu grega d'or, esmaltada en vermell, sobre una corona d'espines d'or. Està suspesa d'una cinta de moaré blanc amb 3 ratlles vermelles.